# Karl Gegenbaur
Carl ou Karl Gegenbaur, né le 21 août 1826 à Wurtzbourg et mort le 14 juin 1903 à Heidelberg, est un anatomiste bavarois.

## Biographie
Il entre à l'université de sa ville natale en 1845. Après avoir obtenu son titre de docteur, il voyage en Italie et en Sicile, avant de revenir à Wurtzbourg. En 1855, il enseigne l'anatomie à Iéna, puis à partir de 1858 à Heidelberg où il dirige également l'Institut d'anatomie. Il est élu membre étranger de la Royal Society le 31 janvier 1884. Il se retire de ses fonctions en 1901.
Son œuvre la plus connue est son Grundzüge der vergleichenden Anatomie, publié à Leipzig en 1874. 
Il met en lumière l'importance de l'embryologie pour l'étude de l'évolution en se basant sur l'anatomie comparée des organes homologues (il s'agit des organes similaires d'un groupe zoologique à un autre : les pattes avant des mammifères, les ailes des oiseaux, etc.) avec Jacques von Bedriaga et Ernst Haeckel. Ces travaux lui valent la médaille Copley en 1896. Il devient membre étranger de la Zoological Society of London en 1879.
Parmi ses autres œuvres, on peut citer un manuel d'anatomie humaine (1883), une étude comparative entre l'anatomie des Vertébrés et celles des Invertébrés.
Gegenbaur fonde en 1875 la revue Morphologisches Jahrbuch.
Il publie une courte autobiographie en 1901 sous le titre Erlebtes und Erstrebtes.